# Медынский, Сергей Евгеньевич
Серге́й Евге́ньевич Меды́нский (17 февраля 1922, Екатеринбург — 14 августа 2014, Москва) — советский кинооператор-документалист, режиссёр, профессор кафедры операторского мастерства ВГИКа. Заслуженный деятель искусств Российской Федерации (1997). Лауреат Ленинской премии (1960).

## Биография
Родился 17 февраля 1922 года в Екатеринбурге. Отец, Евгений Николаевич Медынский (1885—1957), дворянин, профессор Екатеринбургского университета, действительный член Академии педагогических наук России, мать — дочь казачьего офицера Ильи Баранова, сотника войска Сибирского, Евгения Ильинична (1883—1973) — домохозяйка. Когда сыну исполнился год, семья переехала в Москву.
В 1940 году Медынский поступил в Московский педагогический институт имени Карла Либкнехта на факультет русского языка и литературы. После начала войны вуз эвакуировался, Медынский же остался в Москве.
 С 1941 по 1943 год работал в газете «Красная звезда» фотолаборантом. Несмотря на «белый билет» в 1943 году ушёл добровольцем на фронт, участвовал в боевых операциях по освобождению Болгарии, Румынии. Был награждён. Демобилизовавшись, в конце ноября 1945 года вернулся в Москву.
 Повстречав Фёдора Добронравова, учившегося на оператора, тоже решил поступать во ВГИК.
Преподавателями Медынского были А. А. Левицкий, Б. И. Волчек, А. Д. Головня и Л. В. Кулешов, производственную практику он проходил у С. П. Урусевского, снимавшего тогда «Сельскую учительницу».
 Окончив операторский факультет в 1950 году, получил распределение на Центральную студию документальных фильмов, где по рекомендации Бориса Волчека из ВГИКа стал ассистентом известного кинодокументалиста Романа Кармена:

…ещё в 1936 году в кинотеатре я увидел сюжет из Испании и прочитал надпись в титрах: кинооператор орденоносец Роман Кармен. Подумалось: надо же какой храбрый человек — орденоносец, снимает войну!
 И надо ж такому случиться, прямо в коридоре, возле лестницы сталкиваюсь с самим Карменом. К счастью, не растерялся, и как воспитанный человек почтительно стал к стеночке и говорю: «Здравствуйте, Роман Лазаревич!» «И вам желаю здравствовать», — откликнулся живой классик, оценивающе оглядел и вдруг, уставив на меня свой палец, спросил: «Ваша фамилия, случаем, не Медынский?» Я едва чувств не лишился: ну откуда меня может знать в лицо такой человек?! «Да, — говорю, — Роман Лазаревич, вы не ошиблись». Он спрашивает: «А что бы вы сказали, если бы я предложил работать у меня ассистентом?»
— Сергей Медынский, «Российская газета» 2009
Так образовалась знаменитая связка Кармен-Медынский — этому творческому коллективу было суждено снять впоследствии фильмы «Повесть о нефтяниках Каспия», «Покорители моря».
В 1953—1955 годах работал на Дальневосточной студии кинохроники, потом снова на ЦСДФ.
 С 1970 года — режиссёр и оператор ТО «Экран» ЦТ.
В 1969 году был в числе педагогов на отделении режиссёров документального фильма Высших курсов сценаристов и режиссёров. С 1973 преподаватель ВГИКа, руководитель творческой мастерской, профессор. Автор ряда статей, книг по операторскому мастерству и теории документального кино.
 В 1996—2002 годы заведующий кафедрой операторского мастерства Института повышения квалификации работников ТВ.
Член КПСС с 1964 года, член Союза кинематографистов СССР (Москва).
Скончался на 93-м году жизни 14 августа 2014 года в Москве. Похоронен на Введенском кладбище (3 уч.).
Семья: жена — Валентина Фёдоровна (?—1995), дочь — Ольга Жукова, режиссёр телевидения.

## Фильмография

### оператор
- 1950 — Советская Туркмения (совм. с З. Фельдманом, В. Лавровым, М. Сытовым)
- 1953 — Повесть о нефтяниках Каспия (совм. с Д. Мамедовым, А. Зенякиным)
- 1955 — Тигроловы (совм. с В. Гулиным и А. Вергуном)[9]
- 1956 — О Москве и москвичах (совм. с Д. Каспием, Б. Небылицким, Р. Халушаковым)[10]
- 1956 — Утро Индии (совм. с М. Каюмовым, В. Киселёвым, Е. Мухиным, Е. Аккуратовым, Н. Генераловым)[11]
- 1958 — Волшебное зеркало (совм. с И. Гутманом, А. Колошиным, Л. Кристи, В. Воронцовым)[12]
- 1958 — Первое Ленинградское (совм. с Л. Максимовым, В. Страдиным)[13]
- 1958 — Широка страна моя (первый отечественный панорамный кинофильм)
- 1959 — Покорители моря (совм. с Д. Мамедовым)[14]
- 1959 — Пора большого новоселья (совм. с М. Глидером, Б. Небылицким, М. Прудниковым, Д. Рымаревым)[15]
- 1960 — День нашей жизни
- 1960 — Советская Якутия
- 1960 — Француз в Москве
- 1961 — Встречи на земле Суоми (совм. с П. Касаткиным)
- 1961 — Первый рейс к звёздам (совм. с Ю. Альдохиным, В. Афанасьевым, Д. Каспием, А. Кочетковым, В. Микошей, Ю. Монгловским, Е. Мухиным и др.)
- 1961 — СССР с открытым сердцем (совм. с В. Воронцовым, Н. Генераловым, И. Гутманом, А. Колошиным)[16]
- 1962 — В Индию с визитом дружбы (совм. с А. Савиным, В. Трошкиным)
- 1962 — Когда торжествует зима (совм. с А. Кочетковым)
- 1962 — Набат мира (совм. с И. Грачёвым, П. Касаткиным, В. Киселёвым, Л. Котляренко, А. Кочетковым, В. Микошей, И. Михеевым)
- 1962 — Сибирская быль (совм. с И. Михеевым)[17]
- 1963 — Дом на пути (совм. с И. Филатовым)[18]
- 1963 — Онкологи мира держат совет (совм. с И. Грачёвым)
- 1963 — Эхо в горах[19]
- 1964 — У камбоджийских друзей
- 1965 — Две столицы кхмеров
- 1965 — Здравствуй, Кения! (совм. с А. Истоминым)[20]
- 1966 — Первороссийск (совм. с Ф. Бочковым)[21]
- 1966 — Харамбее. История республики Кения (совм. с А. Истоминым)
- 1967 — Всенародный праздник
- 1967 — Спартакиада юных (совм. с. А. Бабаджаном, А. Воронцовым, В. Венедиктовым, Н. Даньшиным, И. Филатовым)
- 1969 — Живее всех живых
- 1969 — Рядом вечность (совм. с Г. Земцовым)[22]
- 1970 — Здравствуй, Нил (совм. с Г. Земцовым и операторами ин. хроники)[23]
- 1970 — По заветам Ленина (совм. с А. Бабаджаном, В. Извековым, Г. Серовым)
- 1970 — ЭКСПО вблизи и издали
- 1972 — Трагедия Ольстера
- 1973 — Жизнь после боя
- 1974 — Главный перекрёсток
- 1975 — Куба. Год 1-го съезда
- 1978 — Идущие впереди

### режиссёр
- 1963 — Дом на пути (совм. с И. Филатовым)
- 1965 — Две столицы кхмеров
- 1965 — Здравствуй, Кения!
- 1966 — Первороссийск
- 1966 — Харамбее. История республики Кения (совм. с С. Пумпянской)
- 1967 — Первороссийск
- 1969 — Живее всех живых
- 1970 — По заветам Ленина
- 1970 — ЭКСПО вблизи и издали
- 1971 — Вьетнам непобедимый
- 1973 — Жизнь после боя
- 1975 — Куба. Год 1-го съезда
- 1976 — Я хозяин БАМа
- 1977 — Вчера, сегодня, завтра
- 1978 — Встречи на Уренгое
- 1978 — Идущие впереди
- 1979 — Притяжение БАМа
- 1980 — Москва приглашает
- 1980 — Стихи и рельсы
- 1981 — Дорога на Полунощник
- 1981 — Тепло земли Тюменской
- 1982 — Наследники
- 1983 — Гимн Советскому Союзу
- 1983 — Острова за переливами
- 1983 — По следам Атласова
- 1984 — В тундре мой пост
- 1985 — Звезда Заполярья
- 1986 — Город на Стрежне
- 1987 — Сталь и характер
- 1988 — Ключи от квартиры

## Награды и звания
- 1960 — Ленинская премия — за фильмы «Повесть о нефтяниках Каспия» и «Покорители моря»[7]
- 1985 — Орден Отечественной войны II степени[24]
- 1997 — Заслуженный деятель искусств Российской Федерации
- 1999 — Премия имени Л. Кулешова и А. Хохловой — за выдающиеся достижения в кинообразовании[25]